# Лялька (театр)
Белорусский театр «Лялька» — театр кукол в Витебске. Основан в 1990 году. Расположен на ул. Пушкина, 2.

## История театра
Белорусский театр «Лялька» был создан в 1985 году как кукольная труппа при драматическом театре имени Якуба Коласа.
Первый спектакль («Дзед і Жораў» по пьесе В.Вольского) был отыгран 20 апреля 1986 года. Этот день традиционно празднуется как День рождения Белорусского театра «Лялька».
С 1989 года в театре «Лялька» работают художники Александр Сидоров (главный художник) и Анна Сидорова (художник-постановщик).
В 1990 году кукольный коллектив, имея постоянный репертуар, выделился в отдельный театр со зданием в центре города.
В 2000 году коллективу театра «Лялька» присвоено звание «Заслуженный коллектив Республики Беларусь».
Коллектив Белорусского театра «Лялька» известен в Белоруссии и за её пределами, на его счету пять Гран-при, призы за лучшие спектакли и роли, дипломы международных фестивалей.

## История здания
Белорусский театр «Лялька» находится в городе Витебске. Театр размещается в доме по ул. Пушкина, 2.
Это здание построено как частный жилой дом усадебного типа в стиле классицизма и находится под охраной государства как памятник истории и культуры города конца XIX — начала XX века.
Здание в начале XX века планировалось использовать для Коммерческого училища. Однако началась Первая мировая война и в нём поместили госпиталь для раненых.
После Октябрьской революции в здании находился Совет рабочих и депутатов и состоялась первая в Витебске конференция большевиков.
Позже здесь действовал Еврейский педагогический техникум, после ликвидации которого в 1937 году здание передали Витебскому пединституту.
После Великой Отечественной войны это здание занял городской партийный комитет.

## Репертуар
Репертуар театра «Лялька» составляют 32 спектакля по классическим и современным произведениям для взрослых и детей разных возрастных групп.
Кроме этих спектаклей в театре проходит батлеечное представление, созданное на основе классического сюжета про Иисуса Христа и Царя Ирода.
Спектакли театра «Лялька» идут исключительно на белорусском языке.
Все постановки коллектива подчиняются основному направлению, который определяется как театр-праздник.

##### Взрослой аудитории адресовано 7 постановок
1. «Загубленая душа, або Пакаранне грэшніка»
2. «Ладдзя Роспачы»
3. «Жураўлінае пяро»
4. «Дэкамерон»
5. «Нататкі вар’ята»
6. «Дзядзька Ваня і сястры тры»
7. «Скрыпка дрыгвы й верасовых пустэчаў»

##### Спектакли театра для детей
1. «Хлопчык-Зорка»
2. «Чароўная зброя Кэндзо»
3. «Яшчэ раз пра Чырвоную шапачку»
4. «Асцярожна, Соня!»
5. «Брэменскія музыкі»
6. «Церам-церамок»
7. «Прынцэса і Свінапас»
8. «Жыў-быў Заяц»
9. «Тук-тук! Хто там?»
10. «Бука»
11. «Дзед і Жораў»
12. «Воўк і раз, два, тры»
13. «Ямелева шчасце»
14. «Аладзін»
15. «Сонейка і снежныя чалавечкі»
16. «Кветачка-вясёлка»
17. «Сунічкі для Веліканачкі»
18. «Марозка»
19. «Чорная курыца, або Падземныя жыхары»
20. «Хлопчык і Цень»
21. «Піліпка і ведзьма»
22. «Дапытлівы слонік»
23. «Адважныя браты»
24. «Касмічная казка»
25. «Папялушка»

## Экспозиция
В фойе театра находится музей кукол и элементов сценографии из спектаклей. Данная экспозиция сменная, она пополняется из архива театра.
На ней представлены разнообразные системы кукол: марионетки, планшетные, перчаточные, тростевые куклы.
В экспозиции музея находится также механический театр и батлейка, созданные художником Александром Сидоровым.
Батлейка была изготовлена в 1996 году по образу аутентической могилёвской батлейки XVIII века.

## Руководство
Художественный руководитель театра — Заслуженный деятель искусств Республики Беларусь Виктор Игнатович Климчук.
Директор театра — Александр Васильевич Григорьев.

## Труппа театра

##### Артисты, ныне работающие в театре
1. Ольга Корзун;
2. Александр Маханьков;
3. Юрий Франков
4. Нина Шабанова
5. Лариса Мартынова
6. Олег Рихтер
7. Анна Степанец
8. Ольга Маханькова
9. Алексей Макарский
10. Ольга Лазебная
11. Наталья Гайдук
12. Евгений Гусев
13. Михаил Климчук
14. Валерий Зимницкий
15. Сергей Толкач
16. Марина Морозов
17. Мария Ковалева
18. Александр Козлов

##### Техническая группа
1. Воронов Александр — художник по свету
2. Васильев Вадим — художник по свету
3. Евгений Рыжков — звукорежиссёр

##### Артисты, ранее работавшие в театре
1. Владимир Бубляков
2. Елена Журавлёва
3. Светлана Лунёва
4. Елена Можейко
5. Ирина Николаева
6. Татьяна Аттарова
7. Юрий Семенченко
8. Алексей Глот
9. Вячеслав Зенчик
10. Виктория Кирик
11. Александр Овсянников
12. Юрий Шинелько